# República Riograndense
La República Riograndense o República de Río Grande, también conocida como República de Piratini, fue un país que resultó del conflicto separatista –Revolución Farroupilha– ocurrido entre 1835 y 1845 en la entonces Provincia de Río Grande del Sur en el sur del Brasil. Los principales líderes riograndenses eran estancieros gaúchos, que habían aprendido el arte de la guerra en las guerras platinas, más precisamente en la Guerra del Brasil, como Bento Gonçalves.

## Proclamación de la república

Bandera de la República Riograndense con los colores de España y de Portugal; el festón rojo diagonal central se inspiró en el de la Bandera de Artigas.

La Constitución de la República Riograndense fue aprobada en 1843, en Alegrete, y entre sus artículos destaca lo siguiente:

"Desligado el pueblo riograndense de la comunión brasilera, reasume todos los derechos de la primitiva libertad; hace uso de estos derechos imprescriptibles constituyéndose República independiente; toma en la extensa escala de los estados soberanos el lugar que le compete por la suficiencia de sus recursos, civilización y riquezas naturales que le aseguran el ejercicio pleno y entero de su independencia, eminente soberanía y dominio, sin objeción al sacrificio de la más pequeña parte de esta misma independencia o soberanía a otra nación, gobierno o potencia extraña cualquiera." (Piratini, 29 de agosto de 1838)

La Proclamación de la República Riograndense se hizo efectiva el 11 de septiembre de 1836 tras la victoria del general Antônio de Sousa Neto sobre las tropas brasileñas en las cercanías de Bagé y ocurrió por no existir más condiciones de unión entre la provincia de Río Grande del Sur y el Imperio del Brasil, siendo considerada injusta, por los revolucionarios, la forma como el Gobierno imperial trataba la provincia.
En 1839, la República Riograndense formó una confederación conjunta con la República Juliana, la cual fuera proclamada ese mismo año, en Santa Catarina, y cuya capital era la ciudad de Laguna.
La República Riograndense fue disuelta el 1 de marzo de 1845, por el Tratado de Poncho Verde, que mantuvo en vigor algunas leyes derivadas de la constitución riograndense. Tuvo ante todo cinco capitales durante sus nueve años de existencia: Piratini en 1836, Caçapava do Sul en 1839 y Alegrete desde 1840 hasta principios de 1845 —siendo las tres sucesivas capitales oficiales— además de Bagé que solamente lo fue por dos semanas en este último año y São Borja hasta el 1 de mayo del corriente.

## Perennidad de la República Riograndense

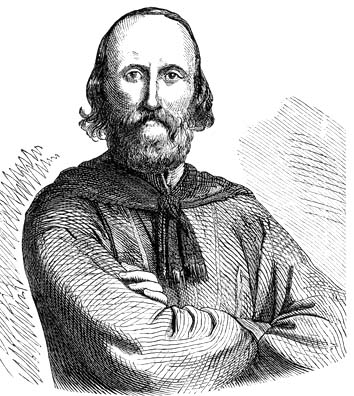
Giuseppe Garibaldi, guerrillero italiano y héroe de la Guerra de los Farrapos.

Bandera extraoficial de San Pedro del Río Grande en la época.

Muchos historiadores, en su mayor parte gaúchos, han estudiado la disolución de la República Riograndense. Se basan especialmente en el hecho de que el documento que formaliza el Tratado de Poncho Verde nunca fue encontrado, apenas algunos restos, y que los términos allí descritos fueron desacreditados parcial o totalmente por el Imperio.
La República fue inviable formalmente porque su emancipación nunca fue reconocida por parte del Imperio ni por ninguna otra nación, habiéndose mantenido su territorio en los límites del Brasil, incluso después de la proclamación de la república brasileña, la cual se compone actualmente de 27 unidades federativas, sin dejar fuera a Río Grande del Sur. Además, la República carecía de soberanía, pues no disponía, por ejemplo, del monopolio de la fuerza, ya que no poseía Ejército y policía propios, ni su administración era independiente de la del Brasil, no habiendo noticias de posterior indicación o elección de otro presidente nacional piratinense sin ser Bento Gonçalves.

### Aspectos históricos

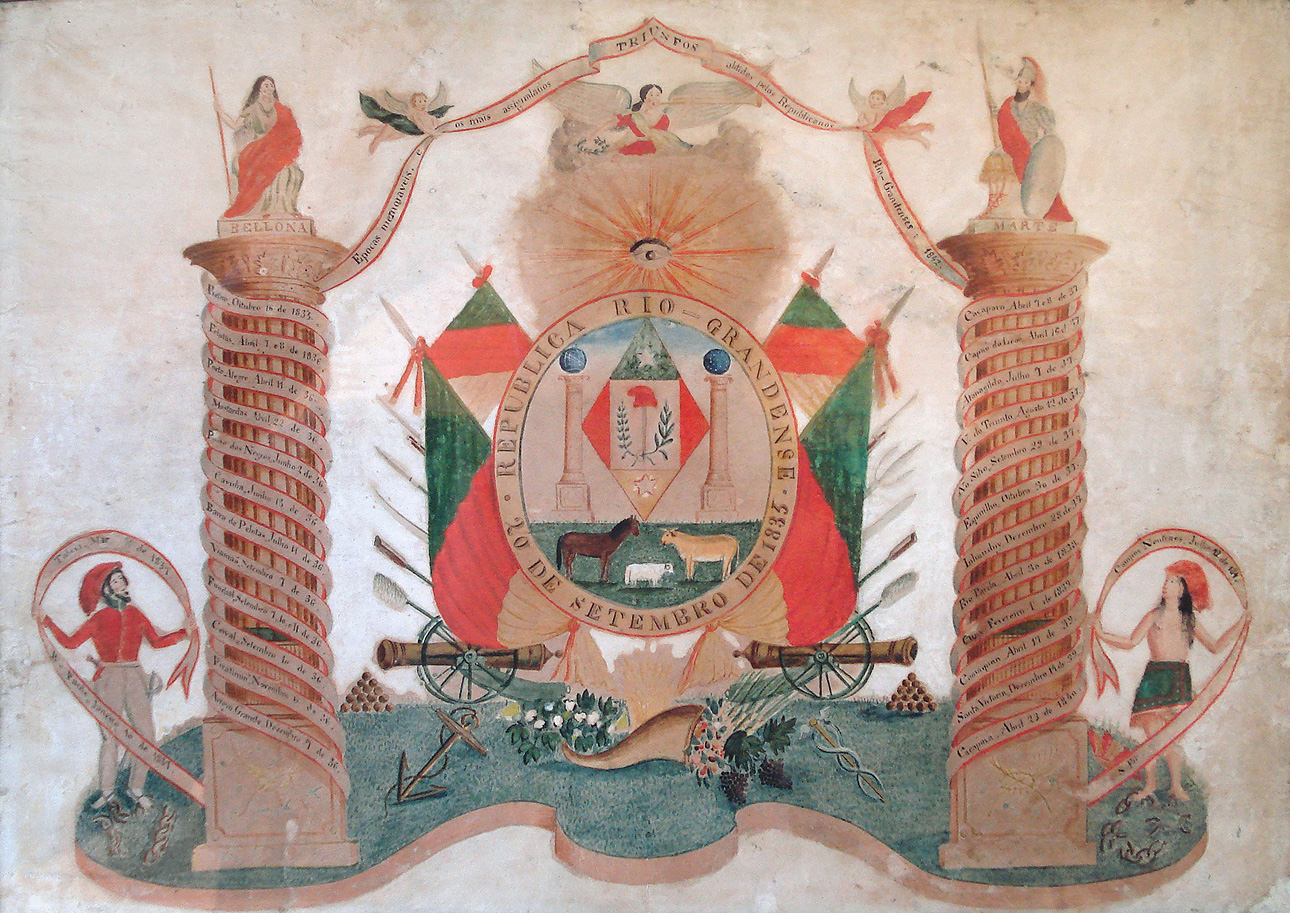
Escudo de la República Riograndense,. Museo Júlio de Castilhos, Porto Alegre.

Una vez disuelta la República Riograndense, tras la derrota con el Ejército del Brasil, y su eventual anexión a este último, se conformó lo que actualmente se conoce como el Estado de Río Grande do Sul (en español, Río Grande del Sur). No obstante, y en vista del gran vínculo histórico, cultural y social que mantuvo con la antigua Provincia Cisplatina (hoy, la República Oriental del Uruguay), muchos riograndenses expresan un sentimiento de solidaridad hacia el país vecino, sintiéndose a menudo más identificados con el estilo de vida gaucho que con el brasileño. 
Este hecho se debe en mayor medida a que ambos territorios -Río Grande do Sul y Uruguay- fueron en su momento parte de la Banda Oriental, una división administrativa que dependía de la gobernación-intendencia de Buenos Aires, y este a su vez del Virreinato del Río de la Plata. En época colonial, la Banda Oriental representó un auténtico campo de batalla entre tropas españolas y portuguesas, que combatían por la tenencia de esas tierras. 
Cuando la Banda obtuvo un gobierno local propio dentro de las Provincias Unidas, adquiriendo la condición de provincia, una serie de derrotas en la franja oriental, sumado al repentino debilitamiento de las autoridades rioplatenses sobre la región, dio paso a que las tropas luso-brasileñas invadieran el territorio y se hicieran con el poder en 1816.
Desde esta fecha hasta la revolución de los Treinta y Tres Orientales en 1825, la entonces Provincia Cisplatina respondía a las órdenes y a la voluntad del Imperio del Brasil, ya independizado de Portugal desde 1822.
En 1828, durante la Convención Preliminar de Paz de Río de Janeiro, en la que participaron Argentina, Inglaterra y el anfitrión Brasil, se reconoció de forma definitiva y unánime la independencia de los territorios que formaban parte de la mitad centro-sur de la Provincia Cisplatina, dando origen al soberano Estado Oriental del Uruguay. En cuanto a las tierras contenidas en la mitad septentrional, mayor en superficie, nacería el Estado brasileño de Río Grande do Sul. Esta maniobra ha sido estudiada por muchos historiadores que ven en la misma, un intento de satisfacer los intereses de las partes negociantes, principalmente los de Brasil e Inglaterra. Esta última tendría libre acceso a las aguas regionales sin pagar aranceles ni impuestos, como tampoco deberían abonar una tasa al gobierno uruguayo, los buques procedentes de Argentina o de Brasil.
Durante los años 1990, surgieron movimientos separatistas en la región. En Laguna el 18 de julio de 1992, se creó el movimiento secesionista O Sul é o Meu País («El sur es mi país») que busca, mediante la vía democrática y plebiscitaria, la separación de la región Sur de Brasil con el objetivo de formar un nuevo país. Este movimiento tiene como referentes tanto la República Juliana como la República Riograndense. Asimismo, existe otro movimiento, Movimento pela Independência do Pampa («Movimiento por la Independencia de la Pampa»), formado en 1990, que busca la separación del Brasil.